# Wolfgang Haas
Mons. Wolfgang Haas (* 7. srpna 1948, Vaduz) je lichtenštejnský římskokatolický kněz, v letech 1997-2023 byl v pořadí prvním arcibiskupem vaduzským. Od 20. září 2023 je emeritním arcibiskupem z Vaduzu.

## Životopis
Narodil se 7. srpna 1948 ve Vaduzu. Po maturitě studoval filosofii a teologii na Freiburské univerzitě v Collegium Marianum. Na kněze byl vysvěcen 7. dubna 1974 v Churu. Roku 1974 získal na univerzitě licentiát z teologie. V letech 1975 až 1978 studoval kanonické právo na Papežské Gregoriánské univerzitě. Působil jako kancléř diecézního soudu churské diecéze.
Dne 25. března 1988 byl papežem Janem Pavlem II. jmenován biskupem koadjutorem diecéze Chur. Biskupské svěcení přijal 22. května 1988 z rukou biskupa Johannese Vonderacha (1962–1990 diecézního biskupa v Churu, zemř.10. února 1994) a spolusvětiteli byli Otmar Mäder, diecézní biskup v St. Gallenu a kardinál Henri Schwery, diecézní biskup v Sionu.
Po rezignaci biskupa Johannese Vonderacha dne 22. května 1990 nastoupil do funkce diecézního biskupa churského.
Roku 1993 byl spolusvětitelem pomocných biskupů pro diecézi Chur: Paula Vollmara, titulárního biskupa missujského a Petera Henriciho, titulárního biskupa osorského.
Dne 2. prosince 1997 jej papež ustanovil prvním arcibiskupem nově vzniklé arcidiecéze Vaduz. Do 23. srpna 1998 působil jako apoštolský administrátor diecéze Chur.
Dne 20. září 2023 papež František přijal Haasovu rezignaci na pastorační řízení arcidiecéze Vaduz, předloženou z důvodu dosažení kanonické věkové hranice 75 let. Zároveň papež jmenoval dočasným administrátorem arcidiecéze sede vacante et ad nutum Sanctae Sedis Monsignora Benna Elbse, biskupa z Feldkirchu.